# Rodrigo Munjoz Avija
Rodrigo Munjoz Avija (šp. Rodrigo Muñoz Avia; Madrid, 1967) španski je pisac.

## Biografija
Rodrigo Munjoz Avija je rođen u Madridu, 1967. godine. Iako je počeo da studira fiziku 1991. godine, diplomirao je filozofiju na madridskom univerzitetu Komplutense. Studirao je tri godine na Fakultetu umetnosti u Madridu. Njegovi prvi spisi su posvećeni radovima njegovih roditelja, slikara Lusija Munjoza i Amalije Avije. Njegov literarni debi dogodio se 1996. godine sa romanom Ono što ne znamo (Lo que no sabemos). To je roman koji obrađuje teme za mlade za koji je dobio nagradu Haen za književnost za decu i mlade. Piše o savremenoj umetnosti u različitim publikacijama, kao što je kulturni dodatak dnevnih novina Abc. Godine 2005. je objavio svoj najuspešniji roman Psihijatri, psiholozi i drugi bolesnici . Godine 2007. i 2010. dobija nagradu Edebe za dečiju književnost, sa romanima Savršeni (Los perfectos) i Moj genijalni brat (Mi hermano el genio). Još neka njegova dela su roman Zemaljski život (Vidas terrestres), romani za mlade Portet hokej (El potreto de hockey), Kavez gorila (La jaula de las gorilas)... Pored toga, kao scenarista radi sa rediteljem Nikolasom Munjozem, svojim bratom. Njegova dela su prevedena na mnoge jezike.

## Knjige
- Ono što ne znamo (Lo que no sabemos)
- Psihijatri, psiholozi i drugi bolesnici
- Savršeni (Los perfectos)
- Moj genijalni brat (Mi hermano el genio)
- Zemaljski život (Vidas terrestres)
- Portet hokej (El potreto de hockey)
- Kavez gorila (La jaula de las gorilas)